# Lucien Goldmann
Lucien Goldmann (Bucarest, 20 luglio 1913 – Parigi, 8 ottobre 1970) è stato un docente e sociologo rumeno naturalizzato francese.

## Biografia
Lucien Goldmann, cresciuto a Botoșani, ha studiato all'Università di Vienna dove è stato allievo di Max Adler e dal 1934 a Parigi. Essendo d'origine ebraica, si rifugiò a Tolosa e poi in Svizzera nel 1942 dove fu assistente di Jean Piaget e partecipò a ricerche di epistemologia genetica. Nel 1945, finita la guerra, entrò al C.N.R.S. di Parigi. Ha quindi esercitato una certa influenza negli studi di sociologia della cultura e della letteratura di stampo marxista (alla stregua di György Lukács, che considerava suo maestro), insegnando all'École des Hautes Études en Sciences Sociales e all'Université libre de Bruxelles. È stato direttore dell'École pratique des hautes études dal 1959 al 1970.
Mentre diversi intellettuali francesi insistevano a considerare scientifica la via tracciata da Karl Marx, Goldmann ha criticato lo strutturalismo applicato ai testi e intrapreso nuove ricerche (lodate da Piaget e Alasdair MacIntyre), mescolando alla sociologia studi sul giansenismo, soprattutto su Blaise Pascal unito alla Phèdre di Jean Racine (il suo primo lavoro importante che considerava dialettico e umanistico). Cercò di fare una sintesi tra Piaget e Lukács. Si ricorda anche un suo studio su La soirée avec Monsieur Teste di Paul Valéry (in italiano come L'illuminismo e la società moderna). Fu apprezzato da Roland Barthes.
Per Goldmann, l'opera letteraria è espressione della coscienza di un gruppo sociale o di una classe, ma questa non è vera coscienza, quanto la sua "possibilità", deducibile a partire dal soggetto sociale inserito all'interno della storia, quale rappresentazione migliore e più coerente della coscienza stessa. In questo senso il romanzo è passato da una rappresentazione dell'eroe modello positivo al suo sgretolamento.

## Opere
- La communauté humaine et l'univers chez Kant, Paris: PUF, 1948
- Sciences humaines et philosophie, Paris: PUF, 1952
  - trad. Michele Rago, Scienze umane e filosofia, Milano: Feltrinelli, 1961
- Le Dieu caché. Étude sur la vision tragique dans les "Pensées" de Pascal et dans le théâtre de Racine, Paris: Gallimard, 1955
  - trad. Luciano Amodio e Franco Fortini, Pascal e Racine. Studio sulla visione tragica nei "Pensieri" di Pascal e nel teatro di Racine, Milano: Lerici, 1961
  - Il Dio nascosto. Studio sulla visione tragica nei "Pensieri" di Pascal e nel teatro di Racine, Bari: Laterza, 1971
- Correspondance de Martin de Barcos abbé de Saint-Cyran avec les abbesses de port-Royal et les principaux personnages du groupe janseniste, a cura di, Paris: PUF, 1956
- Jean Racine dramaturge, Paris: L'arche, 1956
- Recherches dialectiques, Paris: Gallimard, 1959
- Prefazione a Jean Jaurès, Les origines du socialisme allemand, Paris: Maspero, 1960
- Introduction aux problemes d'une sociologie du roman, in "Revue de l'Institut de sociologie", 2, Bruxelles, 1963, pp. 225–42
- Introduzione a György Lukács, Teoria del romanzo, trad. Francesco Saba Sardi, Milano: Sugar, 1962; Milano: Garzanti, 1974
- Pour une sociologie du roman, Paris: Gallimard, 1964
  - trad. Giancarlo Buzzi, Per una sociologia del romanzo. Una ricerca esemplare sui rapporti tra letteratura e società, Milano: Bompiani, 1967; 1981
- Sciences humaines et philosophie. Suivi de structuralisme génétique et création littéraire, Paris: Gonthier, 1966
- Le due avanguardie e altre ricerche sociologiche, a cura di Paolo Fabbri, Urbino: Argalia, 1966
- L'illuminismo e la società moderna, trad. Gian Giacomo Cagna, Torino: Einaudi, 1967 ISBN 88-06-00335-6
- Introduction à la philosophie de Kant, Paris: Gallimard, 1967
  - trad. Susanna Mantovani e Vito Messana, Introduzione a Kant. Uomo, comunità e mondo nella filosofia di Immanuel Kant, Milano: Sugar, 1972; Milano: Mondadori, 1975
- L'ideologia tedesca e le "Tesi su Feuerbach", Roma: Samonà e Savelli, 1969
- Marxisme et sciences humaines, Paris: Gallimard, 1970
  - trad. Renato Minore, Marxismo e scienze umane, introduzione di Jacques Leenhardt, Roma: Newton Compton, 1973
- Structures mentales et création culturelle, Paris: 10/18, 1970
- La création culturelle dans la société moderne, Paris: Denoël, 1971
  - trad. Domenico Novacco, La creazione culturale. Saggi di sociologia della comunicazione, Roma: Armando, 1974
- Situation de la critique racinienne, Paris: L'Arché, 1971
- Jean Piaget e le scienze sociali, a cura di, trad. Enrica Basevi, Firenze: La nuova Italia, 1973
- Lukács et Heidegger. Fragments posthumès, Paris: Denoël-Gonthier, 1973
  - trad. Emanuele Dorigotti Volpi, Lukács e Heidegger, a cura di Youssef Ishaghpour, Verona: Bertani, 1976
- Contributo in Umberto Eco, György Lukács, Lucien Goldmann, Jacques Leenhardt, G. N. Pospelov, Geneviève Mouilland, Matthias Waltz, Sociologia della letteratura, Roma: Newton Compton, 1974
- Epistémologie et philosophie politique. Pour une théorie de la liberté, Paris: Denoël, 1978